# 阿尔梅迪尼利亚
阿尔梅迪尼利亚，是西班牙安达卢西亚自治区科尔多瓦省的一个市镇。总面积56平方公里，总人口2549人（2001年），人口密度46人/平方公里。